# Deighton (Hambleton)
Pour les articles homonymes, voir Deighton.
Deighton est un village et une paroisse civile du Yorkshire du Nord, en Angleterre. Il est situé à une dizaine de kilomètres au nord de la ville de Northallerton, près de la route A167 (en). Au recensement de 2011, il comptait 168 habitants.

## Étymologie
Deighton est composé des éléments vieil-anglais dīc et tūn et désigne une ferme entourée d'un fossé (ditch en anglais moderne). Ce nom est attesté sous la forme Dictune dans le Domesday Book, à la fin du XIe siècle.